# Non expedit
Non expedit (Latein für Es ist nicht angebracht) ist eine am 10. September 1874 von Papst Pius IX. erlassene Bulle, in der er den italienischen Katholiken die aktive und passive Teilnahme an demokratischen Wahlen verbot.
Hintergrund war die Annexion des Kirchenstaates und der antikirchliche Kulturkampf durch den jungen italienischen Nationalstaat. 1870 hatte das Königreich Italien den bisher unabhängigen Kirchenstaat besetzt und gegen den Widerstand des Papstes annektiert. Pius IX. erklärte sich daraufhin zum Gefangenen im Vatikan. Erst 1929 erkannte das damalige Königreich Italien in den Lateranverträgen den Völkerrechtsstatus des Heiligen Stuhls an.
Pius X. lockerte vor der Parlamentswahl im November 1904 die Regelungen der Bulle, worauf drei Abgeordnete der Unione Elettorale Cattolica Italiana ins Parlament einzogen; 1909 waren es 18 und 1913 20. 1905 lockerte er durch die Enzyklika Il fermo proposito das Verbot noch weiter; es blieb aber formal gültig, bis es 1919 von Benedikt XV. ganz aufgehoben wurde. Daraufhin wurde noch im selben Jahr die katholische Partei Partito Popolare Italiano (PPI) gegründet.